# الحركة الديمقراطية (فرنسا)
الحركة الديمقراطية (المعروفة اختصارًا بـ MoDem) هي حزب سياسي فرنسي مركزي تأسس من قبل فرانسوا بايرو (الرئيس السابق للاتحاد من أجل الديمقراطيين والمستقلين) بعد الانتخابات الرئاسية في عام 2007.
تهدف الحركة الديمقراطية إلى جمع الديمقراطيين الذين يهتمون بوضعهم المستقل والمركزي على الساحة السياسية. من خلال عدم المشاركة في التصويت على الثقة للحكومة الثانية بقيادة فيلون. تضم الحركة الديمقراطية أعضاء في الحكومة، وكتلة برلمانية في الجمعية الوطنية، ونوابًا في البرلمان الأوروبي، وأعضاء في مجلس الشيوخ، ومنتخبين محليين.
الأعضاء الذين تقل أعمارهم عن 35 عام يشكلون "الشبان الديمقراطيين"، وهي حركة شبابية تابعة للحركة الديمقراطية.

## تاريخ

### من اتحاد الديمقراطية الفرنسية إلى الحركة الديمقراطية (2007)

#### الاستقلال عن الوسط والتحالف مع اليمين

الشعار القديم

منذ عام 1978 وتأسيس اتحاد الديمقراطية الفرنسية (UDF) كتحالف لأحزاب الوسط واليمين غير الجوليستي، ارتبط الوسط الفرنسي باليمين. كانت اتحاد الديمقراطية منذ عام 1978 حليف لحزب الجمعية من أجل الجمهورية (RPR)، على الرغم من تطلعات الوسط للاستقلالية (الكتلة البرلمانية للاتحاد المركزي في الدورة التشريعية 1988-1993، وقائمة المركز التي قادتها سيمون فيل في الانتخابات الأوروبية لعام 1989).
بتحفيز من فرانسوا بايرو، الذي انتخب رئيسًا للحزب في عام 1998، قامت UDF بإعادة توجيه تدريجي، على حساب تمزقات داخلية، بما في ذلك رحيل الديمقراطيين الليبراليين في عام 1998. حدث الانفصال بعد انتخابات الرئاسة في عام 2002. قام جاك شيراك وآلان جوبيه بتأسيس الاتحاد من أجل حركة الشعب بهدف جمع اليمين والوسط في حزب واحد. انضم معظم النواب السابقين لاتحاد الديمقراطية الفرنسية إلى الاتحاد من أجل حركة الشعب. ومع ذلك، تمكن اتحاد الديمقراطية الفرنسية من الحفاظ على كتلة برلمانية بعد انتخابات الجمعية الوطنية الفرنسية في عام 2002. لم يدخل اتحاد الديمقراطية الفرنسية في تشكيل حكومة رافاران. ومع ذلك، كان أحد أعضائها، جيل دو روبيان، يشغل منصبًا فيها حتى عام 2007، رغم معارضة فرانسوا بايرو لهذا القرار.
في عام 2004، غادر اتحاد الديمقراطية الفرنسية، الحزب الشعبي الأوروبي وأسس الحزب الديمقراطي الأوروبي بالتعاون مع الإيطاليين من حزب الزهرة المركزي اليساري. في الجمعية الوطنية، بدأ اتحاد الديمقراطية الفرنسية في التعبير بشكل أكثر وضوح عن اختلافاته مع حزب الاتحاد من أجل حركة الشعب. اقترب حزب كاب21 البيئي المصنف على اليمين حتى عام 2002 من الوسط من خلال تقديم قوائم مشتركة مع اتحاد الديمقراطية الفرنسية في الانتخابات الإقليمية لعام 2004.
دعا جيل دو روبيان في نهاية عام 2005 اتحاد الديمقراطية الفرنسية للعودة إلى التحالف مع اليمين. لاتخاذ قرار بشأن هذا الاختيار التوجيهي، دعا فرانسوا بايرو إلى عقد المؤتمر الاستثنائي في ليون في يناير 2006، حيث تمت الموافقة بنسبة 92٪ من الأصوات على مقترحه الذي يحدد أن اتحاد الديمقراطية الفرنسية "حزب حر".

#### انتخابات 2007 الرئاسية
حملة الانتخابات الرئاسية لعام 2007 شهدت، للمرة الأولى منذ رايمون بار في عام 1988، شخصية من الوسط تجمع دعمًا كبيرًا بما يكفي لاعتبارها مؤهلة للفوز. أعلن فرانسوا بايرو في 3 مارس 2007 في جريدة "لو موند" أنه في حال فوزه سيقوم بإنشاء "حزب ديمقراطي كبير".

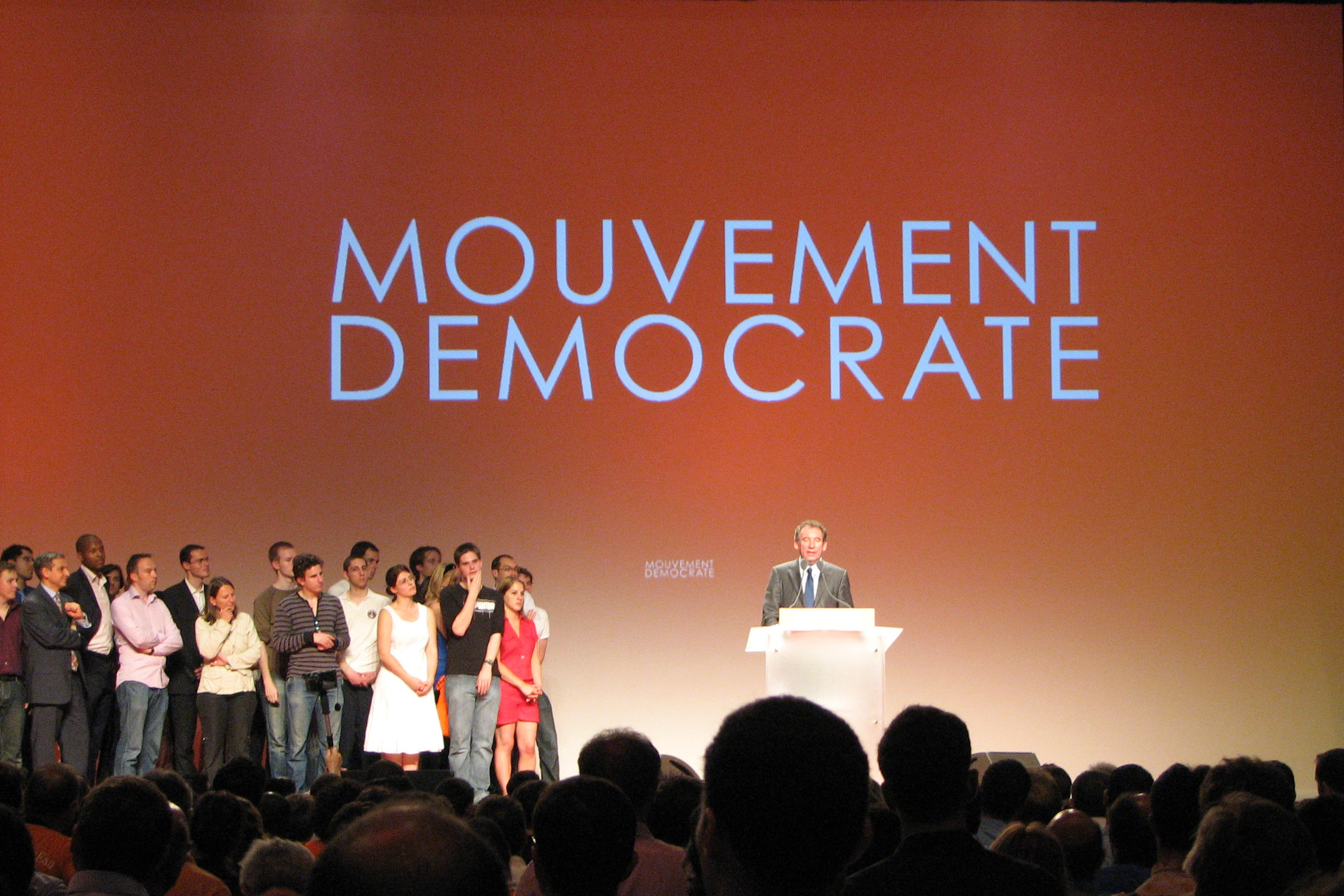
فرانسوا بايرو في الاجتماع الأول للحركة الديمقراطية في زينيث ، 24 مايو 2007.

بنسبة 18.57٪ من الأصوات في الدور الأول في 22 أبريل 2007، احتل فرانسوا بايرو المركز الثالث. أعلن عن تأسيس "الحزب الديمقراطي":
سيجد الفرنسيون قوة تمثلهم كقوة لمواجهة القوى، حرة، قادرة على القول نعم إذا تجاوزت الإجراءات في الاتجاه الصحيح ولا إذا ذهبت في الاتجاه الخاطئ. قادرة، بمعنى آخر، على إخراج السياسة من الردود العصبية الدائمة، للدفاع عن المصلحة العامة. (...) سيدافع الحزب الديمقراطي عن فكرة أن مسؤولية فرنسا وأوروبا يجب أن تمارس بشكل خاص في مجال مكافحة ارتفاع حرارة الكوكب، وحماية التنوع البيولوجي، وتطوير العالم الثالث، خصوصاً في إفريقيا. سيدافع هذا الحزب الجديد عن الديمقراطية كقيم.

- فرانسوا بايرو، مؤتمر صحفي في باريس، 25 أبريل 2007
لم يدع الاتحاد من أجل الديمقراطية ولا فرانسوا بايرو نفسه للتصويت لأحد المرشحين المتبقين في السباق. ومع ذلك، بعد مناظرة ساركوزي ورويال في 2 مايو، أبلغ فرانسوا بايرو صحفيًا من جريدة "لو موند" أنه لن يصوت لصالح نيكولا ساركوزي (أعلن بعد ثلاث سنوات أنه صوت باللون الأبيض). ووفقًا لاستطلاع للرأي أجرته شركة TNS Sofres، فإن ناخبي فرانسوا بايرو في الدور الأول من الانتخابات الرئاسية لعام 2007 إختاروا بنفس العدد سيجولين رويال ونيكولا ساركوزي في الدور الثاني (40٪ لكل منهما). وقد حظي بايرو بدعم أزوز بيجاج، وزير الترويج للفرص المتساوية في حكومة دومينيك دو فيلبان.

#### انطلاق الحركة الديمقراطية للانتخابات التشريعية
في 10 مايو 2007، دعا المستشارون الوطنيون للاتحاد من أجل الديمقراطية (UDF) الذين اجتمعوا في مؤسسة المعونة بالتصويت بالأكثرية المطلقة باستثناء أربعة أصوات "ضد" وأربعة امتناع، إلى إنشاء الحركة الديمقراطية (MoDem) من خلال تصويت علني برفع الأيدي.
ترجمة النية المعلنة لتقديم مرشحين في جميع الدوائر في الانتخابات التشريعية لعام 2007 إلى تقديم 535 مرشحًا (من أصل 577 دائرة)، وهو رقم لم يتم الوصول إليه من قبل الاتحاد القديم أو الجديد لـ UDF. ومع ذلك، قام 18 من 23 نائبًا في اتحاد الديمقراطية الفرنسية ، الذين دعموا نيكولا ساركوزي، بإنشاء حزب "المركز الجديد" بناءً على طلب من ساركوزي نفسه، والذي يعرف نفسه بأنه ينتمي إلى الوسط اليميني ويشكل جزءًا من الأغلبية الرئاسية.
نُظيم إطلاق الحركة الديمقراطية علنًا في 24 مايو 2007 في زينيث باريس. ذُكر حزبين سياسيين، وهما الاتحاد من أجل الديمقراطية (UDF) والـ Cap21 في النظام الأساسي للحركة الديمقراطية كأعضاء مؤسسين.
كان اتحاد الديمقراطية الفرنسية هو الأكبر من حيث الأعضاء (حوالي 35،000 عضو) ومن الناحية السياسية، حيث انبثق فرانسوا بايرو ومعظم قادة الحركة منه. ومع ذلك، قامت أغلبية قوية من نواب اتحاد الديمقراطية الفرنسية الحاليين (18 من أصل 23 نائبًا) وبعض أعضاء مجلس الشيوخ وبعض الشخصيات السياسية التقليدية لاتحاد الديمقراطية الفرنسية، مثل النائب الأوروبي جان لويس بورلانج وسيمون فيل (التي دعمت نيكولا ساركوزي منذ الدور الأول من الانتخابات)، بالانفصال عن هذه المبادرة والانضمام إما للاتحاد من أجل حركة الشعب أو الوسط الجديد. ومع ذلك، شاركت غالبية كبيرة من المنتخبين الآخرين لاتحاد الديمقراطية الفرنسية (بما في ذلك النواب الأوروبيين وغالبية أعضاء مجلس الشيوخ) في إنشاء الحركة الديمقراطية.
أوضح ديديه بارياني خلال اجتماع المجلس الوطني لاتحاد الديمقراطية الفرنسية في 10 مايو 2007 أن "لن يتم تعديل أو تكملة النظام الأساسي لاتحاد الديمقراطية الفرنسية غدًا" وأن "UDF في تسميتها ونظامها الأساسي ولوائحها تظل كاملة بشكل كامل. ستكون عضوًا مؤسسًا أو جزءًا من الحركة الديمقراطية." بالتالي، يمكن لتشكيلات أخرى الانضمام إلى الحركة الديمقراطية إذا كانت ترغب.
حمل مرشحو الحزب علامة "UDF - Mouvement démocrate" (UDF - الحركة الديمقراطية). ووفقًا لخريطة نشرتها صحيفة "لو موند" استنادًا إلى نتيجة فرانسوا بايرو في الانتخابات الرئاسية، كان يمكن أن تكون أعداد كبيرة جدًا من دوائر الانتخابات التشريعية موضوعة لثلاثية مع الوسط. للبقاء في الدور الثاني، يجب على المرشح الحصول على ما لا يقل عن 12.5٪ من أصوات الناخبين المسجلين في القوائم الانتخابية باسمه. استنادًا إلى تلك التوقعات، تم استنادًا إلى الدوائر التي قام فيها ما لا يقل عن 12.5٪ من الناخبين المسجلين بتقديم أصواتهم للسيد بايرو في الدور الأول من الانتخابات الرئاسية.
ووفقًا لوزارة الداخلية، حصل 535 مرشحًا لحزب "UDF-Mouvement démocrate" على 1.981.107 صوتًا، أي 7.61٪ من الأصوات المعبر عنها، في 10 يونيو 2007 في الدور الأول. هذه النسبة أعلى من الانتخابات عام 2002 بالنسبة لاتحاد الديمقراطية الفرنسية، ويجعل من الحركة الديمقراطية ثالث أكبر حزب على المستوى الوطني، بوضوح أمام نسبة 2.04٪ للوسط الجديد، ولكنه يبقى بعيدًا عن الاتحاد من أجل حركة الشعب والحزب الاشتراكي. ومع ذلك، يبلغ عدد المرشحين الذين تجاوزوا الحد الأدنى لـ 12.5٪ من المسجلين والذين بقوا في الدور الثاني ثلاثة مرشحين فقط. تم انتخاب كل منهما في الدور الثاني: فرانسوا بايرو (الدائرة الثانية لبيرنيه بيرنيه - أتلانتيك), عبدولاتيفو ألي (الدائرة الانتخابية في مايوت)، وجان لاسال (الدائرة الرابعة لبيرنيه - أتلانتيك)، ضمن الثلاثية الوحيدة في البلاد (MoDem-UMP-PS). استفاد فرانسوا بايرو من قرار الاتحاد من أجل حركة الشعب بسحب مرشحه - الذي كان في موقع تأخر، مثل مرشح الحزب الاشتراكي - في "لفتة صداقة". يجلس هؤلاء الثلاثة منتخبين في الجمعية الوطنية بين النواب غير المنتمين.
زُعم بأن اثنين من النواب أيضًا كانا مدعوين أصلاً من قبل الحركة الديمقراطية. تم الإشارة إلى تييري بينوا من قبل فرانسوا بايرو في خطابه التلفزيوني في مساء الانتخابات كواحد من نواب الحركة الديمقراطية، نظرًا لأنه عضو UDF واستفاد من ترشيح الحزب، دون الانضمام إلى الحركة الديمقراطية. بعد أن أعلن، قبل المؤتمر المؤسس في فيلبانتي في 1 و 2 ديسمبر 2007، أنه لن ينضم إلى الحزب، اقترب في 1 يوليو 2008 من مجموعة الوسط الجديد في الجمعية الوطنية. تمثل جان-كريستوف لاغارد، الذي تم ترشيحه أيضًا من قبل الحركة الديمقراطية، حملة بدون لافتة وبدون مرشح من الاتحاد من أجل حركة الشعب يتنافس معه. انضم إلى مجموعة الوسط الجديد في الجمعية الوطنية، وأصبح حتى في 3 يوليو 2007، النائب الوطني الخامس للوسط الجديد.